# Baricentro
Baricentro és un centre comercial situat entre Barberà del Vallès i Ripollet, Vallès Occidental, inaugurat l'abril de 1980. Amb 65.800 m² de superfície, 93 establiments comercials i aproximadament 1.600 treballadors, fou el primer centre comercial de Catalunya i l'Estat espanyol.
Va ser inaugurat el 22 d'abril de 1980 i promogut per la empresa Shopping Centers, S.A., fins llavors hi havia 20 centres comercials basats en hipermercats, model que va començar el 1971 amb el Carrefour d'El Prat de Llobregat. El centre comercial està situat a la ciutat de Barberà del Vallès, entre els termes municipals de Barberà del Vallès i Ripollet, entre l'autopista AP-7, la C-58 i la carretera N-150. Té una superfície construïda de 65.800 m², dels quals 46.000 m² estan dedicats al comerç i a l'oci. Té 3 nivells (segona planta, primera planta i principal) i dos aparcaments exteriors gratuïts, que sumen un total de 4.200 places d'aparcament. El 2012, rebia un milió de clients al mes.
A diferència d'altres centres comercials, l'estructura de propietat és una comunitat de propietaris formada pels primers empresaris que van ocupar els locals comercials, i que s'encarrega de la gestió de centre. Aquesta estructura de propietat dificulta l'ampliació de la superfície comercial. El 1992 es va fer la primera ampliació que va incrementar la superficie comercial en 19.800 m², sobre els 46.000 m² inicials, i es va arribar a les 4200 places d'aparcament. S'han proposat altres ampliacions, que no s'han dut a terme.

## Accesos i transport
Els accessos i transports per accedir al recinte comercial són els següents:
- Tren. Quan es va construir el complex comercial es va incloure una estació de tren a sota, prevista pel transport de passatgers i mercaderies. El projecte mai no es va finalitzar i l'estació, des de 1980, es troba abandonada.[6]
- Autobús urbà: L1, des del centre de Barberà del Vallès (Plaça Espanya) fins al Baricentro.
- Vehicle. AP-7: sortida 20 (direcció Tarragona) / sortida 21 (direcció Girona); C-58:sortida 21 i N-150 des de Cerdanyola del Vallès o Barberà del Vallès.[7]